# Luis Cardoso
Luis Raúl Cardoso, także Luis Néstor Cardoso (ur. 18 lipca 1930 w Mar del Plata, zm. 28 marca 2017) – argentyński piłkarz, obrońca.
Cardoso w piłkę zaczął grać w miejscowym klubie San Lorenzo Mar del Plata. W 1955 roku grał w Tigre Buenos Aires. W reprezentacji Argentyny zadebiutował 6 marca 1956 roku w wygranym 4:3 meczu z Kostaryką.
Cardoso 3 czerwca 1956 roku zadebiutował w barwach klubu Boca Juniors – jego zespół pokonał 2:1 San Lorenzo de Almagro.
Jako piłkarz klubu Boca Juniors był w kadrze reprezentacji podczas turnieju Copa América 1959, gdzie Argentyna zdobyła mistrzostwo Ameryki Południowej. Cardoso zagrał w trzech meczach – z Chile, Boliwią i Brazylią (w 50 minucie zmienił Jorge Griffę).
Ostatni mecz w barwach Boca Juniors Cardoso rozegrał 22 listopada 1959 roku przeciwko San Lorenzo (przegrany 1:2). Łącznie w barwach Boca Juniors Cardoso rozegrał 91 meczów (8175 minut) i nie zdobył w nich żadnej bramki.
Wziął udział w turnieju Copa del Atlántico 1960, gdzie Argentyna zajęła drugie miejsce. Cardoso zagrał tylko w przegranym aż 1:5 meczu z Brazylią.
W latach 1960–1962 grał w meksykańskim klubie Tampico. Potem wrócił do Argentyny, gdzie w 1963 roku grał w klubie Atlanta Buenos Aires. Cardoso grał także w klubie CA Independiente. W lidze argentyńskiej rozegrał 170 meczów i zdobył 4 bramki.